# San José de las Cidras
San José de las Cidras är en ort i Mexiko.   Den ligger i kommunen Madero och delstaten Michoacán de Ocampo, i den södra delen av landet, 210 km väster om huvudstaden Mexico City. San José de las Cidras ligger 1 262 meter över havet och antalet invånare är 160.
Terrängen runt San José de las Cidras är huvudsakligen kuperad. San José de las Cidras ligger nere i en dal. Runt San José de las Cidras är det glesbefolkat, med 16 invånare per kvadratkilometer. Närmaste större samhälle är Villa Madero, 14,5 km väster om San José de las Cidras. I omgivningarna runt San José de las Cidras växer huvudsakligen savannskog.